# Monoscutum titirangiense
Genre
Espèce
Monoscutum titirangiense, unique représentant du genre Monoscutum, est une espèce d'opilions eupnois de la famille des Neopilionidae.

## Distribution
Cette espèce est endémique de Nouvelle-Zélande.

## Description
L'holotype mesure 2,5 mm

## Étymologie
Son nom d'espèce, composé de titirangi et du suffixe latin -ensis, « qui vit dans, qui habite », lui a été donné en référence au lieu de sa découverte, Titirangi.

## Publication originale
- Forster, 1948 : « A new sub-family and species of New Zealand Opiliones. » Records of the Auckland Institute and Museum, vol. 3, no 4/5, p. 313-318 (texte intégral).